# Replicació vírica

Esquema del cicle de replicació vírica del virus de la grip.

La replicació vírica (o replicació viral) és el mecanisme biològic pel qual se sintetitzen nous virus durant el procés d'infecció de cèl·lules hoste. Per tal que es pugui donar la replicació, primer cal que el virus entri a la cèl·lula hoste, i així comenci el procés de replicació. Mitjançant la generació de moltes còpies del seu genoma i de les seves proteïnes, els virus generats s'acoblen i s'alliberen per tal d'infectar noves cèl·lules. El procés de replicació és molt variat entre virus, i principalment depèn del material genètic d'aquest; si es tracta de virus d'ADN, normalment l'integren al genoma de la cèl·lula hoste, mentre que si són virus d'ARN, directament en generen còpies al citoplasma i el tradueixen a proteïna.